# Sinja (Soudan)
Sinja est le chef-lieu de l'État de Sannar au Soudan.
En novembre 2024, Sinja est reprise par l'armée soudanaise lors de la Guerre civile soudanaise, après avoir été prise par les Forces de soutien rapide (FSR) 4 mois plus tôt, engendrant près de 55 000 réfugiés.